# 에이미 너탤
에이미 너탤(Amy Nuttall, 1982년 6월 7일 ~ )은 잉글랜드의 배우, 가수이다.
17세 무렵 'The Phantom of the Opera' 대역배우로 Royal Albert Hall, Royal Festival Hall, Old Trafford 무대에 오른 후, TV시리즈 'Emmerdale Farm' 작품으로 브라운관 데뷔했으며, 'The Keeping Room' 작품으로 영화데뷔하였다.

## 출연 작품
- 폴링 스노우 (2016)
- 키핑 룸 (2014)